# Klimmerstrofee
De Klimmerstrofee (Frans: Trophée des Grimpeurs) is een voormalige eendaagse wielerwedstrijd in Frankrijk. De wedstrijd werd voor het eerst georganiseerd in 1913 onder de naam Polymultipliée. Sinds 2005 maakte de wedstrijd deel uit van het regelmatigheidscriterium Coupe de France en het Europese continentale circuit van de UCI, de UCI Europe Tour. De wedstrijd werd verreden in de periode april-mei in het departement Val-d'Oise.

## Lijst van winnaars

### Meervoudige winnaars
| Overwinningen | Renner                | Land      | Jaren            |
| ------------- | --------------------- | --------- | ---------------- |
| 3             | Pierre Bachellerie    | Frankrijk | 1924, 1926, 1927 |
| 3             | Didier Rous           | Frankrijk | 2001, 2003, 2006 |
| 2             | Joseph Normand        | Frankrijk | 1928, 1929       |
| 2             | Marcel Mazeyrat       | Frankrijk | 1931, 1934       |
| 2             | Jean-Marie Goasmat    | Frankrijk | 1941, 1942       |
| 2             | Pierre Baratin        | Frankrijk | 1946, 1948       |
| 2             | Raphaël Géminiani     | Frankrijk | 1950, 1951       |
| 2             | Richard Van Genechten | België    | 1954, 1956       |
| 2             | Louis Bergaud         | Frankrijk | 1957, 1958       |
| 2             | Raymond Delisle       | Frankrijk | 1969, 1977       |
| 2             | Joop Zoetemelk        | Nederland | 1972, 1979       |
| 2             | Marc Madiot           | Frankrijk | 1984, 1992       |

### Overwinningen per land
| Overwinningen | Land                          |
| ------------- | ----------------------------- |
| 69            | Frankrijk                     |
| 7             | België                        |
| 2             | Nederland, Spanje             |
| 1             | Denemarken, Italië, Noorwegen |